# 1947 au théâtre
| Années du théâtre : 1944 - 1945 - 1946 - 1947 - 1948 - 1949 - 1950    |
| Décennies du théâtre : 1910 - 1920 - 1930 - 1940 - 1950 - 1960 - 1970 |

Cet article présente les faits marquants de l'année 1947 au théâtre.

## Événements
- 6 avril : première cérémonie des Tony Awards au Waldorf-Astoria Grand Ballroom (New York)
- 4 au 10 septembre : premier Festival d'Avignon, fondé par Jean Vilar

## Pièces de théâtre publiées
- Héloïse et Abélard de Roger Vailland, éditions Corrêa

## Pièces de théâtre représentées
- 19 avril : Les Bonnes, de Jean Genet, Théâtre de l'Athénée
- Novembre : Draußen vor der Tür de Wolfgang Borchert
- 5 novembre : L'Invitation au château de Jean Anouilh, Théâtre de l'Atelier
- 3 décembre : Un tramway nommé Désir de Tennessee Williams, Ethel Barrymore Theatre
- 9 décembre : Passage du malin de François Mauriac, mise en scène Jean Meyer, Théâtre de la Madeleine
- Rue des anges (Gas Light) de Patrick Hamilton, adaptation Louis Verneuil, mise en scène Raymond Rouleau, Théâtre de Paris

## Naissances
- 5 janvier : Virginie Vignon, actrice française.
- 18 juin : Bernard Giraudeau, acteur, réalisateur et écrivain français († 2010).
- 9 juillet : Michel Fortin, acteur français († 2011).